# Örvattnet (naturreservat)
Örvattnet är ett naturreservat i Arvika kommun i Värmlands län.
Området är naturskyddat sedan 1998 och är 40 hektar stort. Reservatet ligger vid Örvattnets norra strand och består av sumpskog, våtmarker och lövträdsrika bergbranter.